# Federazione cestistica di Taiwan
La Federazione cestistica di Taiwan, formalmente di Cina Taipei, è l'ente che controlla e organizza la pallacanestro in Taiwan.
La federazione controlla inoltre la nazionale di pallacanestro di Taiwan. Ha sede a Taipei e l'attuale presidente è Jen-Tar Wang.
È affiliata alla FIBA dal 1981 e organizza il campionato di pallacanestro di Taiwan.